# Mispila elongata
Mispila elongata là một loài bọ cánh cứng trong họ Cerambycidae.